# Football Club Ryukyu
Maillots
Actualités
Le FC Ryukyu (ＦＣ琉球) est un club japonais de football basé à Okinawa dans la préfecture du même nom. Le club évolue en J.League 2.

## Histoire
Fondée en 2003, l'activité a commencé à partir de la Ligue de 3e division de la préfecture d'Okinawa. Après avoir fait une entrée spéciale en première division l'année suivante, il entre en Kyushu League en 2005 et en JFL en 2006. Il a rejoint la J.League avec la nouvelle J.League 3 en 2014. En 2018 le club finit champion de la J.League 3 et rejoint l'année suivante la J.League 2.
Le nom de l'équipe est dérivé du royaume Ryukyu, qui existait principalement sur l'île principale d'Okinawa. L'emblème a une couronne qui symbolise que Ryukyu était autrefois le seul royaume du Japon, et la paire de Shisa signifie le souffle d'Aun. L'idée est qu'une bouche ouverte invite à la victoire et qu'une bouche fermée garde la victoire. La couleur de l'équipe hérite de la culture traditionnelle Ryukyu, et la couleur Ocre rouge qui exprime l'esprit combatif brûlant est adoptée.

## Palmarès
| Compétitions nationales                            | Compétitions internationales |
| - Championnat du Japon de D3 (1) - Champion : 2018 | - Néant                      |

## Joueurs et personnalités du club

### Entraîneurs
Le tableau suivant présente la liste des entraîneurs du club depuis 2004.
| Rang | Nom               | Période   |
| ---- | ----------------- | --------- |
| 1    | George Yonashiro  | 2004-2007 |
| 2    | Hideo Yoshizawa   | 2007-2008 |
| 3    | Jean-Paul Rabier  | 2008-2009 |
| 4    | Hiroyuki Shinzato | 2009-2012 |

| Rang | Nom                | Période       |
| ---- | ------------------ | ------------- |
| 5    | Takeo Matsuda      | 2012-2013     |
| 6    | Norihiro Satsukawa | 2013-2016     |
| 7    | Kim Jong-song      | 2016-2019     |
| 8    | Yasuhiro Higuchi   | 2019-oct.2021 |

| Rang | Nom             | Période            |
| ---- | --------------- | ------------------ |
| 9    | Tetsuhiro Kina  | oct.2021-juin 2022 |
| 10   | Kazuki Kuranuki | juin 2022          |
| 11   | Nacho Fernández | juin 2022-2023     |
| 12   | Kazuki Kuranuki | 2023- mai 2023     |

| Rang | Nom             | Période             |
| ---- | --------------- | ------------------- |
| 13   | Tetsuhiro Kina  | mai 2023-sept. 2023 |
| 14   | Hiroyuki Shirai | sept.2023           |
| 15   | Kim Jong-song   | depuis sept.2023    |

## Bilan saison par saison
Ce tableau présente les résultats par saison du FC Ryūkyū dans les diverses compétitions nationales et internationales depuis la saison 2014.
| Saison | Championnat | Championnat | Championnat | Championnat | Championnat | Championnat | Championnat | Championnat | Championnat | Championnat | Coupe du Japon | Coupe de la Ligue |
| Saison | Division    | Pos         | Pts         | J           | V           | N           | D           | BP          | BC          | Diff.       | Coupe du Japon | Coupe de la Ligue |
| ------ | ----------- | ----------- | ----------- | ----------- | ----------- | ----------- | ----------- | ----------- | ----------- | ----------- | -------------- | ----------------- |
| 2014   | J3 League   | 9e          | 34          | 33          | 8           | 10          | 15          | 31          | 50          | -19         | 2e tour        | -                 |
| 2015   | J3 League   | 9e          | 45          | 36          | 12          | 9           | 15          | 45          | 51          | -6          | 2e tour        | -                 |
| 2016   | J3 League   | 8e          | 44          | 30          | 12          | 8           | 10          | 46          | 46          | 0           | 2e tour        | -                 |
| 2017   | J3 League   | 6e          | 50          | 32          | 13          | 11          | 8           | 44          | 36          | +8          | 1er tour       | -                 |
| 2018   | J3 League   | 1er         | 66          | 32          | 20          | 6           | 6           | 70          | 40          | +30         | 1er tour       | -                 |
| 2019   | J2 League   | 14e         | 49          | 42          | 13          | 10          | 19          | 57          | 80          | -23         | 2e tour        | -                 |
| 2020   | J2 League   | 16e         | 50          | 42          | 14          | 8           | 20          | 58          | 61          | -3          | -              | -                 |
| 2021   | J2 League   | 9e          | 65          | 42          | 18          | 11          | 13          | 57          | 47          | +10         | 2e tour        | -                 |
| 2022   | J2 League   | 21e         | 37          | 42          | 8           | 13          | 21          | 41          | 65          | -24         | 2e tour        | -                 |
| 2023   | J3 League   | 17e         | 43          | 38          | 12          | 7           | 19          | 43          | 61          | -18         | 2e tour        | -                 |
| 2024   | J3 League   | 14e         | 47          | 38          | 12          | 11          | 15          | 45          | 54          | -9          | -              | 1er tour          |
| Saison | Division    | Pos         | Pts         | J           | V           | N           | D           | BP          | BC          | Diff.       | Coupe du Japon | Coupe de la Ligue |
| Saison | Championnat |             |             |             |             |             |             |             |             |             | Coupe du Japon | Coupe de la Ligue |